# 西大路通

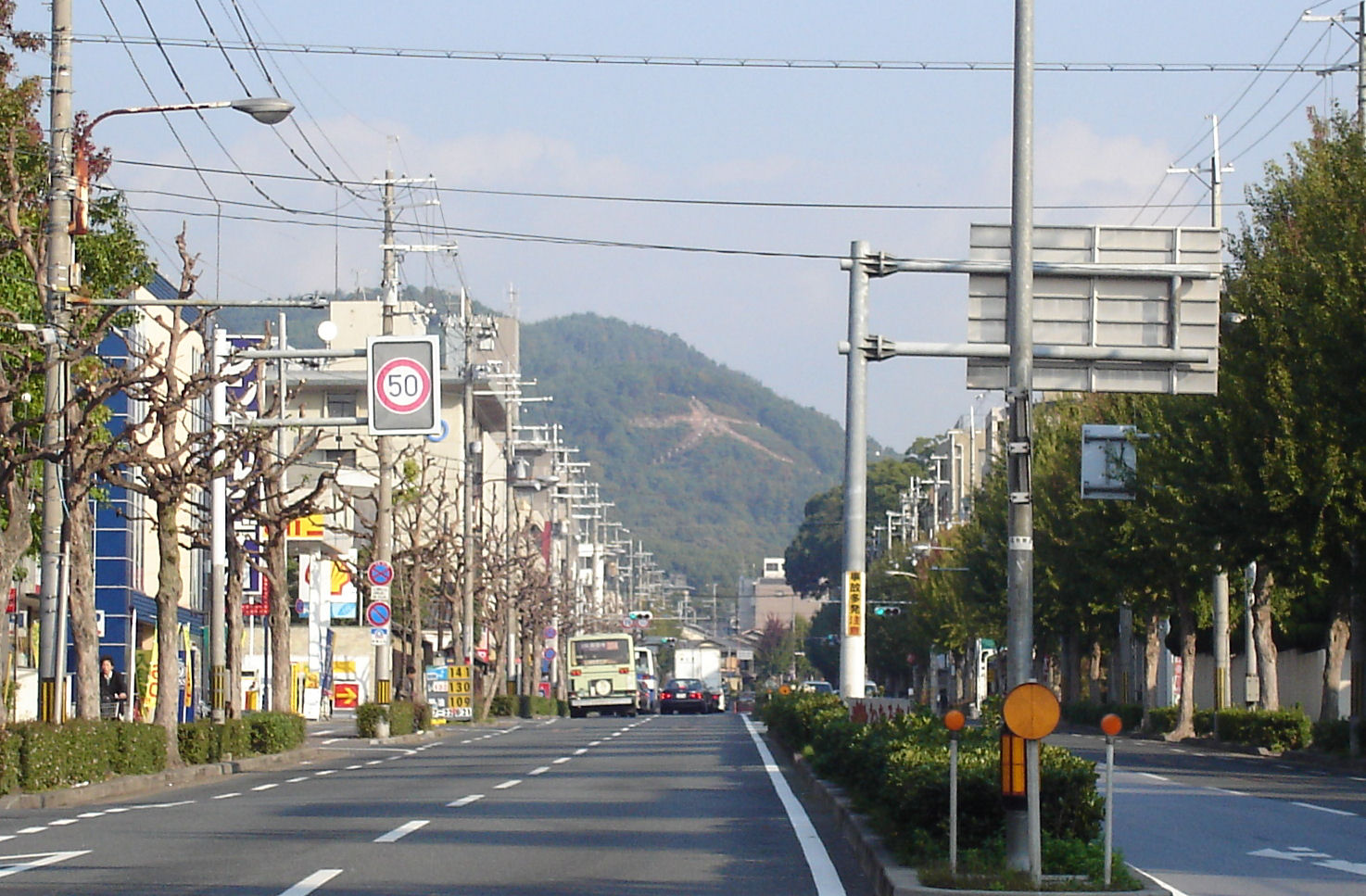
西大路通（從白梅町望左大文字）

西大路通（にしおおじどおり）是京都市中心西部主要的南北向道路之一。北起北大路通，南至十條通。大致上相當於平安京的野寺小路。西大路通的全區間（北大路通～十條通）以東山三條交差點為起點，經東大路通、北大路通、西大路通、十條通至竹田街道十條交差點的路段是京都市道181號京都環狀線。

## 沿線設施
- 金閣寺
- 敷地神社
- 平野神社
- 京福電氣鐵道北野線 - 北野白梅町車站
- 山陰本線（嵯峨野線） - 圓町車站
- 京都市營地下鐵東西線 - 西大路御池車站
- 京福電氣鐵道嵐山本線 - 西大路三條車站
- 島津製作所三條工場
- 阪急電鐵 - 西院車站
- 京都市立病院
- 京都府中小企業會館
- 東海道本線 - 西大路車站

## 主要交差道路
- 上側是北、下側是南。左側是西、右側是東。

| 交差道路 西← 西大路通 →東              | 交差道路 西← 西大路通 →東                       | 交差場所 | 交差場所       |
| -------------------------------------- | ----------------------------------------------- | -------- | -------------- |
| 市道181號京都環狀線<北大路通>          |                                                 |          |                |
| 市道183號衣笠宇多野線 <鞍馬口通>       | <鞍馬口通>                                      | 北區     | 金閣寺前       |
| <廬山寺通>                             | <廬山寺通>                                      | 北區     | 敷地神社前     |
| <上立賣通>                             | <上立賣通>                                      | 北區     | 平野神社前     |
| <今出川通>                             | 府道101號銀閣寺宇多野線 <今出川通>              | 北區     | 北野白梅町     |
| 府道101號銀閣寺宇多野線 <一條通>       | <一條通>                                        | 北區     | 西大路一條     |
| <仁和寺街道>                           | <仁和寺街道>                                    | 北區     | 大將軍         |
| 府道129號花園停車場大將軍線 <妙心寺道> | <妙心寺道>                                      | 中京區   | 西大路妙心寺道 |
| 市道187號鹿谷嵐山線 <丸太町通>         | 市道187號鹿谷嵐山線 <丸太町通>                  | 中京區   | 圓町           |
| <太子道>                               | <太子道>                                        | 中京區   | 西大路太子道   |
| <御池通>                               | <御池通>                                        | 中京區   | 西大路御池     |
| 府道112號二條停車場嵐山線 <三條通>     | 府道112號二條停車場嵐山線 <三條通>              | 中京區   | 西大路三條     |
| 市道186號嵐山祇園線 <四條通>           | 市道186號嵐山祇園線 <四條通>                    | 右京區   | 西大路四條     |
| <高辻通>                               |                                                 | 右京區   |                |
| 國道9號 <五條通>                       | 國道9號 <五條通>                                | 右京區   | 西大路五條     |
| <花屋町通>                             | <花屋町通>                                      | 下京區   | 西大路花屋町   |
| 府道113號梅津東山七條線 <七條通>       | 府道113號梅津東山七條線 <七條通>                | 下京區   | 西大路七條     |
| 府道142號沓掛西大路五條線 <八條通>     | <八條通>                                        | 下京區   | 西大路八條     |
| 國道171號 <九條通>                     | 國道171號 <九條通>                              | 南區     | 西大路九條     |
| <御前通> 久世橋通御前・久我橋方面      | 市道181號京都環狀線 <十條通> 名神・國道十條方面 | 南區     | 西大路十條     |

## 脚注
1. ↑  千宗室・森谷尅久監修　『京都の大路小路』、小学館、1994年。

## 關連項目
- 京都市道181號京都環狀線

| 京都市内的南北向道路                   | 京都市内的南北向道路 | 京都市内的南北向道路    |
| -------------------------------------- | -------------------- | ----------------------- |
| 西側相鄰道路： 佐井（春日）通 佐井東通 | 北至： 北大路通      | 東側相鄰道路： 西土居通 |
| 西側相鄰道路： 佐井（春日）通 佐井東通 | 西大路通             | 東側相鄰道路： 西土居通 |
| 西側相鄰道路： 佐井（春日）通 佐井東通 | 南至： 十條通        | 東側相鄰道路： 西土居通 |